# 国鉄タ3300形貨車
国鉄タ3300形貨車（こくてつタ3300がたかしゃ）は、かつて日本国有鉄道（国鉄）に在籍した私有貨車（タンク車）である。
本形式より改造され別形式となったタ13300形についても本項目で解説する。

## タ3300形
タ3300形は、ユーロイド専用の12t 積みタンク私有貨車である。「ユーロイド」とはユリア樹脂系接着剤の商品名である。
1955年（昭和30年）9月29日にタ2900形より4両（タ2905 - タ2908）の専用種別変更（メタノール→ユーロイド）が行われ、形式名は新形式名であるタ3300形（タ3300 - タ3303）とされた。その後も増備は続き1960年（昭和35年）6月27日までに、3両（タ3304 - タ3306）がタ3050形、タ2900形より改造の上本形式に編入された。
本形式の他にユーロイドを専用種別とする形式には、タ13300形（2両、後述）、タキ5350形（7両）の2形式が存在した。
落成時の所有者は東洋高圧工業（その後社名は合併により三井東圧化学へ変更）の1社のみである。
車体色は黒色、寸法関係は一例として全長は7,800mm、軸距は3,800mm、実容積は10.1m3、自重は8.8t - 9.6t、換算両数は積車2.2、空車1.0、走り装置は一段リンク式であったが二段リンク式に変更された。
1978年（昭和53年）3月15日に最後まで在籍した2両（タ3303,タ3306）が廃車となり、同時に形式消滅となった。

## タ13300形
タ13300形はユーロイド専用の12t 積み私有貨車（タンク車）である。
当初タ3300形の軸ばね支持装置は一段リンク式であったが、貨物列車の最高速度引き上げが行われた1968年（昭和43年）10月1日ダイヤ改正対応のため、大半の車は二段リンク式に改造したが、北海道地区ではスピードアップが見送られたため、二段リンク化の対象外となった車両が2両（タ3301,タ3302→ロタ13301,ロタ13302）残り、区別のため別形式（タ13300形）とした。車番は現番号に「10000」を加える形となった。改造内容は標記類の書き換え以外何もなく、むしろ本形式の方が本来のタ3300形ともいえる。
識別のため記号に「ロ」を丸で囲んだ通称マルロが追加され「ロタ」となり黄色（黄1号）の帯を巻いている。タンク体には同色で「道外禁止」と標記された。
所有者は東洋高圧工業（その後社名は合併により三井東圧化学へ変更）であり、その常備駅は函館本線の豊沼駅であった。
塗色は、黒色または銀色であり黄色（黄1号）の帯を巻いている。全長は7,800mm、実容積は10.1m3、自重は8.8t、換算両数は積車2.2、空車1.0、最高運転速度は65km/h、車軸は12t長軸であった。
1978年（昭和53年）2月14日に2両そろって廃車となり、同時に形式消滅となった。